# 大棘大眼鯒
大棘大眼鯒（学名：Suggrundus macracanthus），又稱大棘大眼牛尾魚，為輻鰭魚綱鮋形目牛尾魚科的其中一種。分布于印度太平洋区、菲律宾、昆士兰、台湾岛等。该物种的模式产地在安汶岛。

## 深度
水深5~100公尺。

## 特徵
本魚頭側各具2條隆起稜線，頭部各稜線上有細鋸齒或顆粒突起。前鰓蓋骨3枚棘，其下方另有3枚小棘，眼下隆起僅部分具鋸齒狀，側線前部具有19~22棘。體灰褐色，腹部白色，有五個不規則之深色褐斑，橫過背部。第一背鰭有數排褐斑；第二背鰭、臀鰭及尾鰭呈透明狀。胸鰭及腹鰭具黑色斑。體長可達25公分。

## 生態
本魚棲息於沙泥質海底，常埋於沙中，僅露出雙眼，以欺敵或獵食小魚及甲殼類。

## 經濟利用
食用魚，以油煎為宜。